# 2-ге послання до Коринтян

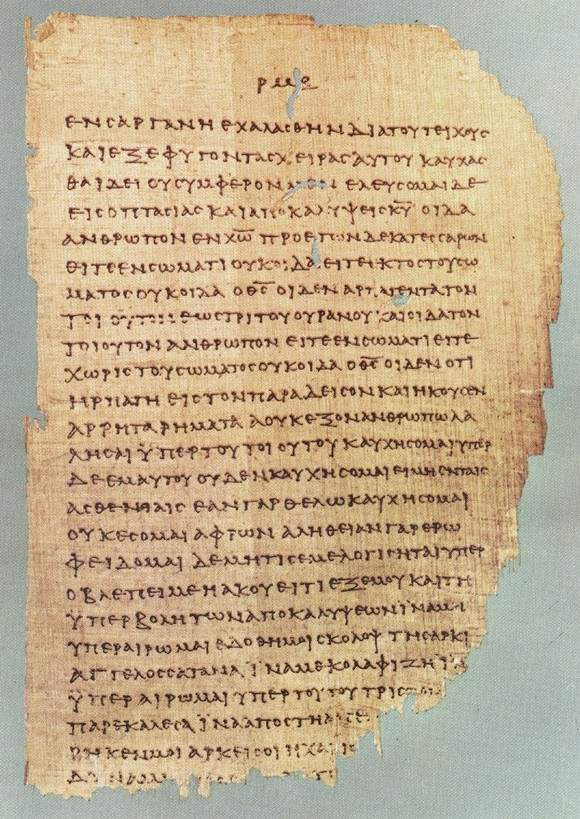
Папірус 46, один з найдавніших Новозавітніх манускриптів (бл. 175 р.) містить уривок з Другого Послання до Коринтян (—), входить до групи так званих Папірусів Честера Бітті з однойменної бібліотеки

Друге Послання до Коринтян [2 Кор] — один з листів Св. Павла, що міститься Новому Заповіті.
Написаний під час перебування Св. Павла в Македонії до християн в Коринті. Початково, апостол мав намір відвідати Коринт, але невідома прикра подія, до якої апостол посилається в листі, перешкодила йому у цьому. Замість відвідин, Павло вислав теплий, особистий лист, у якому вияснює характер своєї місії і борониться перед звинуваченнями. Крім цього, лист містить, заклик до подавання милостині для вбогих Єрусалиму. З богословської точки зору лист торкається теми Викуплення, апостольства, значення добрих учинків — молитви, милостині і братерського нагадування.